# Вулиця Євгена Коновальця 36-Б

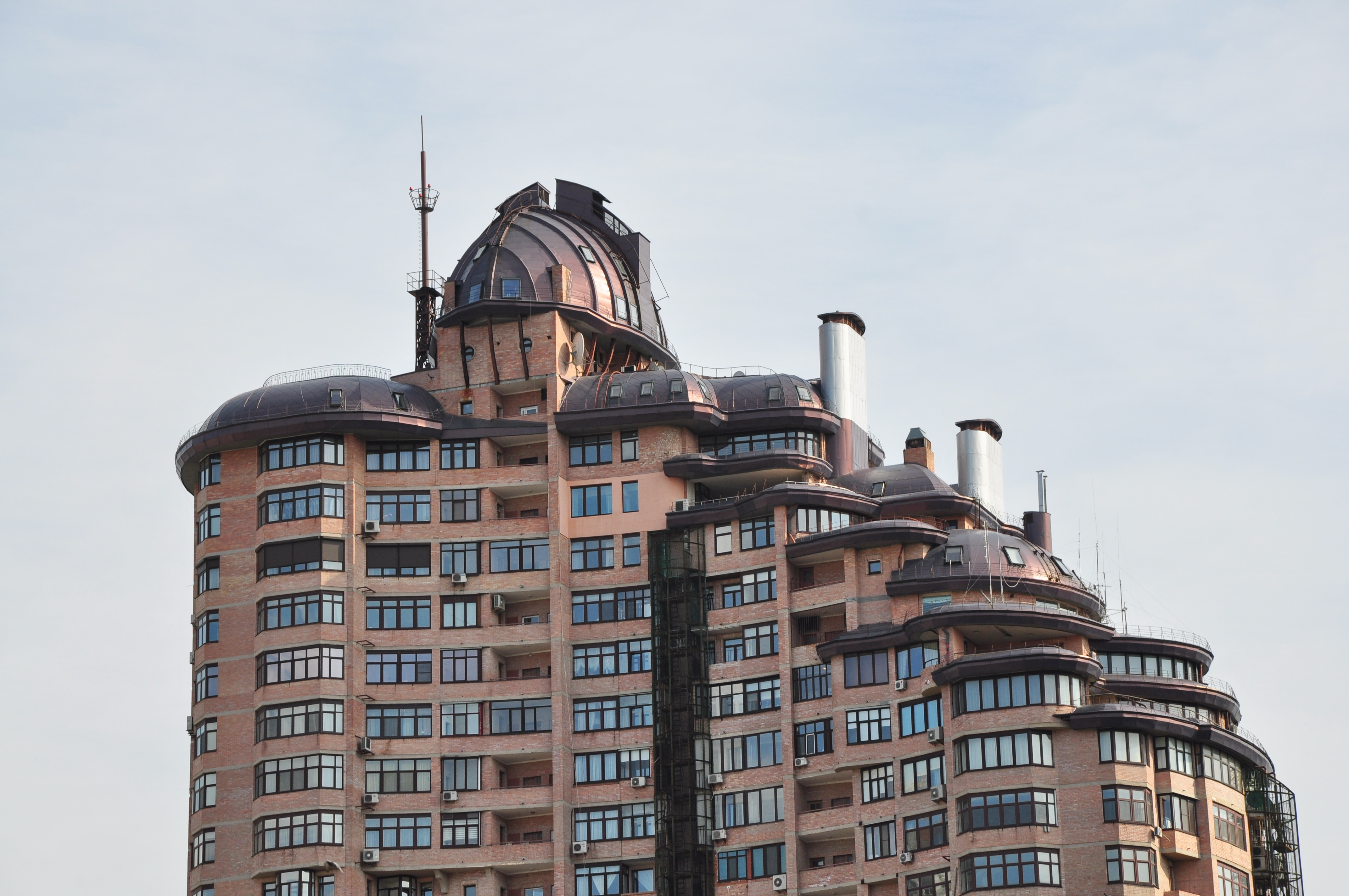

Житловий будинок у Києві по вулиці Євгена Коновальця, 36-Б, «Юний Орел» — тридцятиповерховий монолітно-каркасний однопарадний двосекційний  будинок за індивідуальним проєктом, в стилі еклектика, з червоної цегли та мідною покрівлею, що розміщений на стилобаті, разом з чотириповерховою офісною та двоповерховою адміністративними прибудовами (навчальний корпус). Забудовник — будівельна компанія «Житлобуд», архітектор — Юрій Серьогін. Введений в експлуатацію у 2004 році. Будинок має 161 квартиру та 156 місць в паркінгах. Виділяється несиметричною формою, з елементами біоморфізму. Деякі квартири мають видові тераси, на даху знаходиться триповерховий пентхаус.
Вдале місцезнаходження, яскрава архітектура, видові характеристики, просторі квартири, стіни з червоної української цегли та дерев'яними вікнами, наявність пожежних сходів, паркомісця до квартир, презентабельне парадне, сучасна інженерія відносили будинок, при будівництві, до категорії «еліт», та дозволили зайняти помітне місце серед київської забудови двохтисячних років.

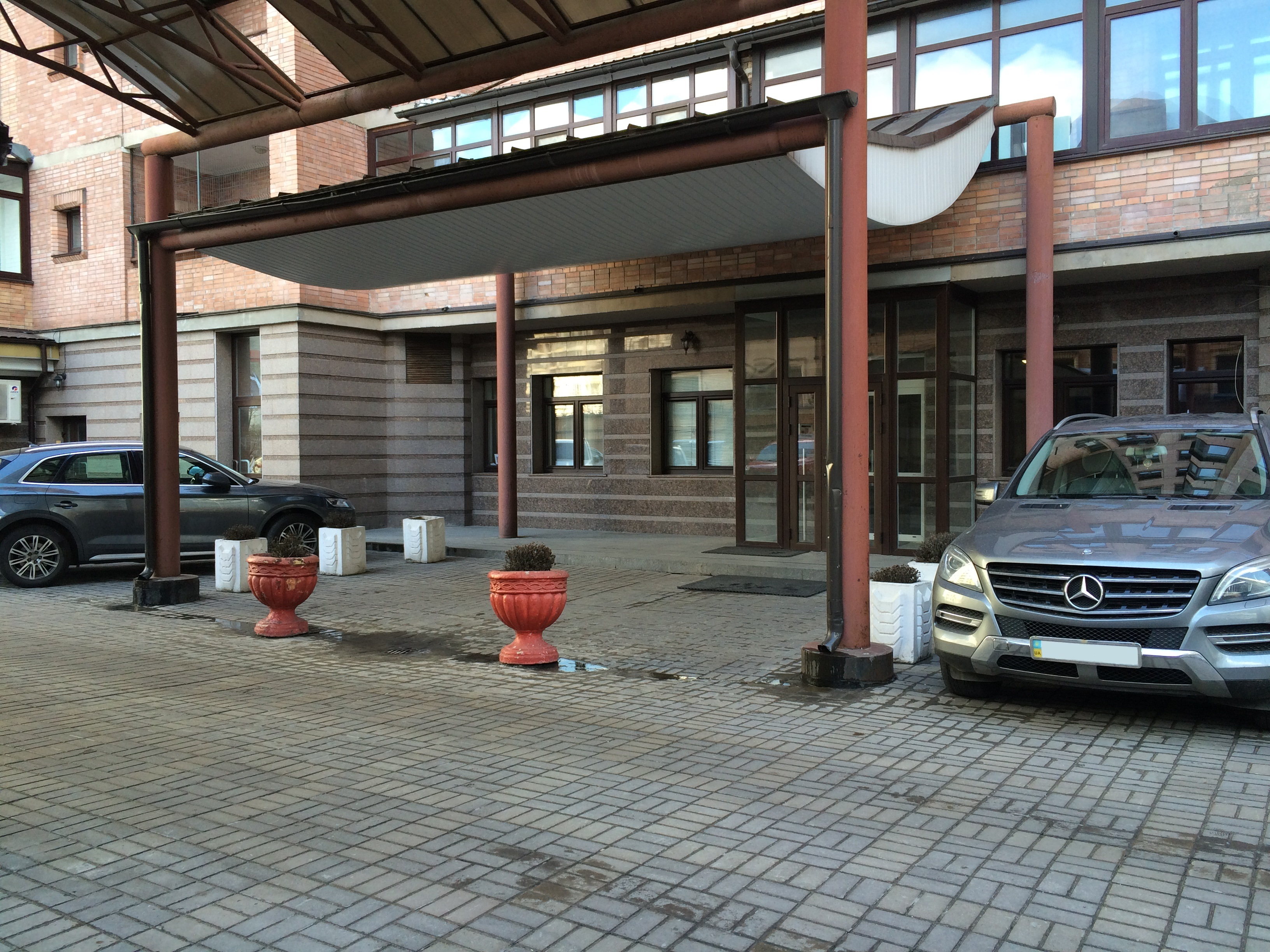

Будинок знаходиться поряд з площею Лесі Українки, в діловій, адміністративній, науково-культурній частині центрального району Києва, поряд зі станцією метро «Печерська», на перетині зручних транспортних магістралей. Він є вдалим доповненням до сучасної забудови верхнього Печерську. Разом з сусідніми будинками того ж архітектурного бюро, а саме Євгена Коновальця, 32-Б (ЖК «Митець», 2005 рік), 36-В (2011 рік) створюють особливу архітектурну композицію мікрорайону, реалізуючи проєкт розвитку місцевості в межах вулиці Коновальця та Фортечного тупика, що розпочався у 1999 році.
Тридцятиповерховий «Дім Юного Орла» на Печерську є серед найбільш вдалих прикладів використання командою Серьогіна пластицизму в архітектурі — пластичних ліній. Його оригінальний профіль зі спадаючими мідними терасами, що нагадують силует лицаря, вдало працює в панорамах Києва, особливо ефектно він сприймається з долини річки Либідь, на залізничному під'їзді до головного вокзалу. Мерехтливі мідні «шоломи» роблять його одним з найбільш впізнаваних висотних будинків в панорамі Печерська.

## Характеристики

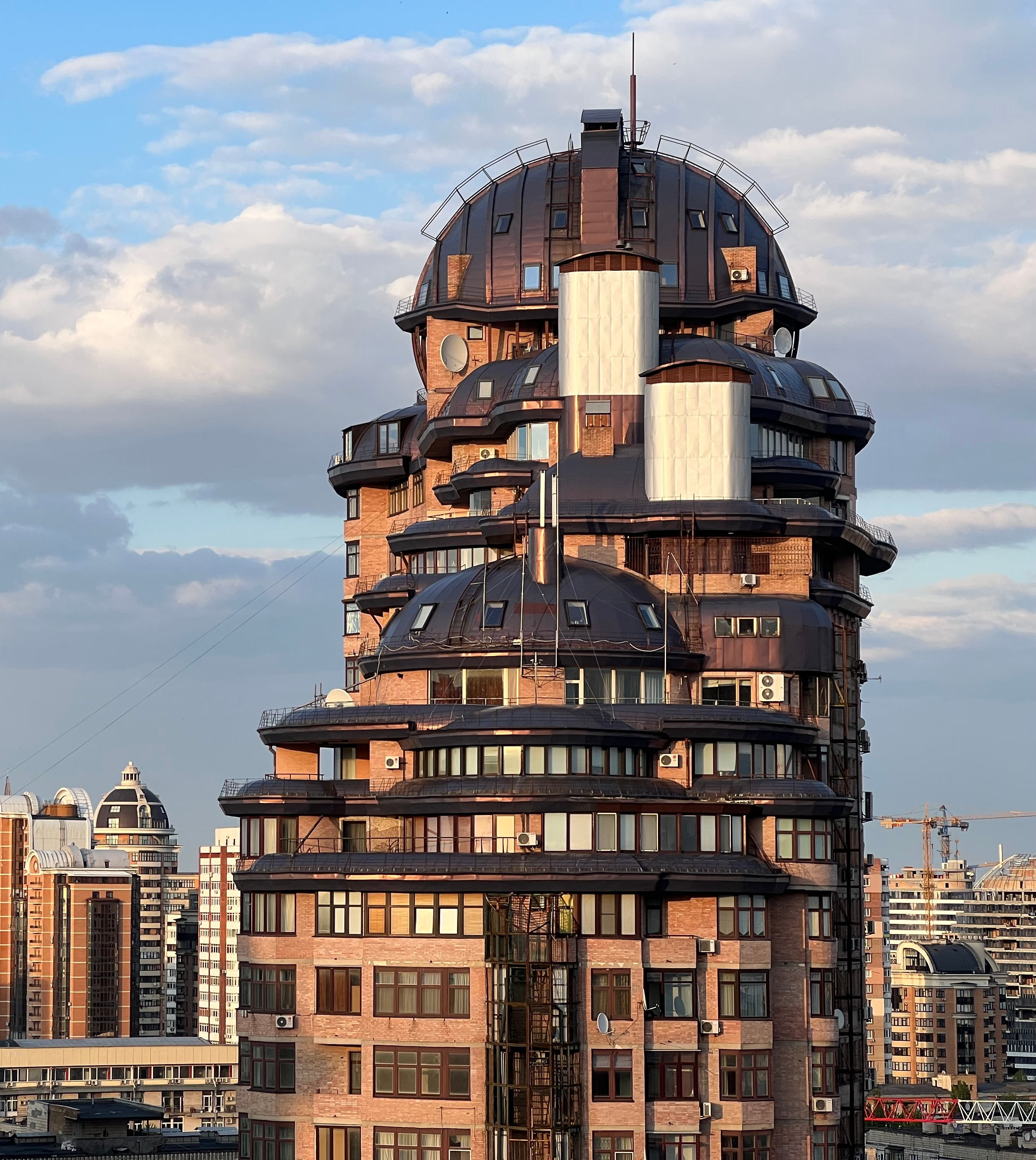

Роки: проєкт 1999—2000, реалізація 2000—2004
Проєкт: «Архітектурне бюро Ю. Серьогін» (головний архітектор Ю. Серьогін)
Архітектори: Ю. Серьогін, Г. Главко, А. Дем'яненко, Р. Геркен, П. Коробка, Е. Запорожець, Н. Захарова-Король
Конструктори: Н. Комісаров, Г. Головська
Інженери: А. Гук, І. Нікітіна, О. Терех, О. Ізрайлєв, А. Урупа
Забудовник: ТОВ «Житлобуд» (генеральний директор І. Куровський)
Замовник будівництва: КНУКіМ (ректор М. Поплавський)
Загальна площа будинку –  32 612 м²
Площа забудови ділянки — 11 000 м²
Кількість квартир — 161
Кількість паркінгів — 3 (на 106, 24 та 26 місць), загальна кількість паркомісць — 156
Кількість гостьових паркомісць на стилобаті — близько 50
Кількість ліфтів — 6 (2 пасажирські та 1 вантажний в кожній з секцій)
Поверховість — 30 (включно зі стилобатом)
Висота ~100 м
Управління: ОСББ «Печерський»

## Проєкти

### Проєкт на вулиці Старонаводницькій
Проєкт житлового будинку «Юний Орел» вийшов настільки вдалим і затребуваним, що забудовник ухвалив рішення його тиражувати, але двосекційне «орлине гніздо» не поміщалось на новій ділянці, і проєктному бюро випала нагода розробити односекційний будинок в цій серії й зробити нові фасади. Але фінансування закінчилось і замовник відмовився від планів.
Характеристики проєкту: 2003 рік, площа ділянки — 0,3 га., загальна площа 16 600 кв. м, кількість квартир — 126, підземний паркінг на 125 м/м., архітектори — Ю. Ю. Серьогін, Р. Геркен, Г. Главко.

### Проєкт реконструкції офісної частини
Коли в бюро Ю. Серьогіна створювався житловий будинок-велетень на головних підходах до Університету культури, перед ним був зарезервований окремо стоячий круглий в плані павільйон. Задумувалось, що це буде студентське інтернет-кафе. Згодом кафе перетворилось на банк (збанкрутілий «Дельта банк»), якому з часом стало не вистачати площі, а також потрібні були інші технічні удосконалення. Бюро у 2007 році виконало проєкт реконструкції, який не був реалізований.

## Зміни фасаду
В 2019 році в мідній покрівлі даху були додатково зроблені вікна, що не передбачені проєктом, та які суттєво вплинули на оригінальний цілісний архітектурний образ будинку.
Також, фасад зазнав втручання через нестандартне скління, хаотично розміщені кондиціонери та супутникові тарілки, утеплення, додаткову кладку.
Власником офісної прибудови були проведені роботи з усунення недоліків роботи будівельників, через які в приміщення потрапляла вода зверху, в результаті тераси, скляний купол, та мідна покрівля були покриті стандартним гідроізоляційним матеріалом для даху, що негативно вплинуло на архітектуру прибудови. Також на одній з терас було самовільно споруджено два МАФи, як місця для паління співробітників офісу.

## Архітектура будинку

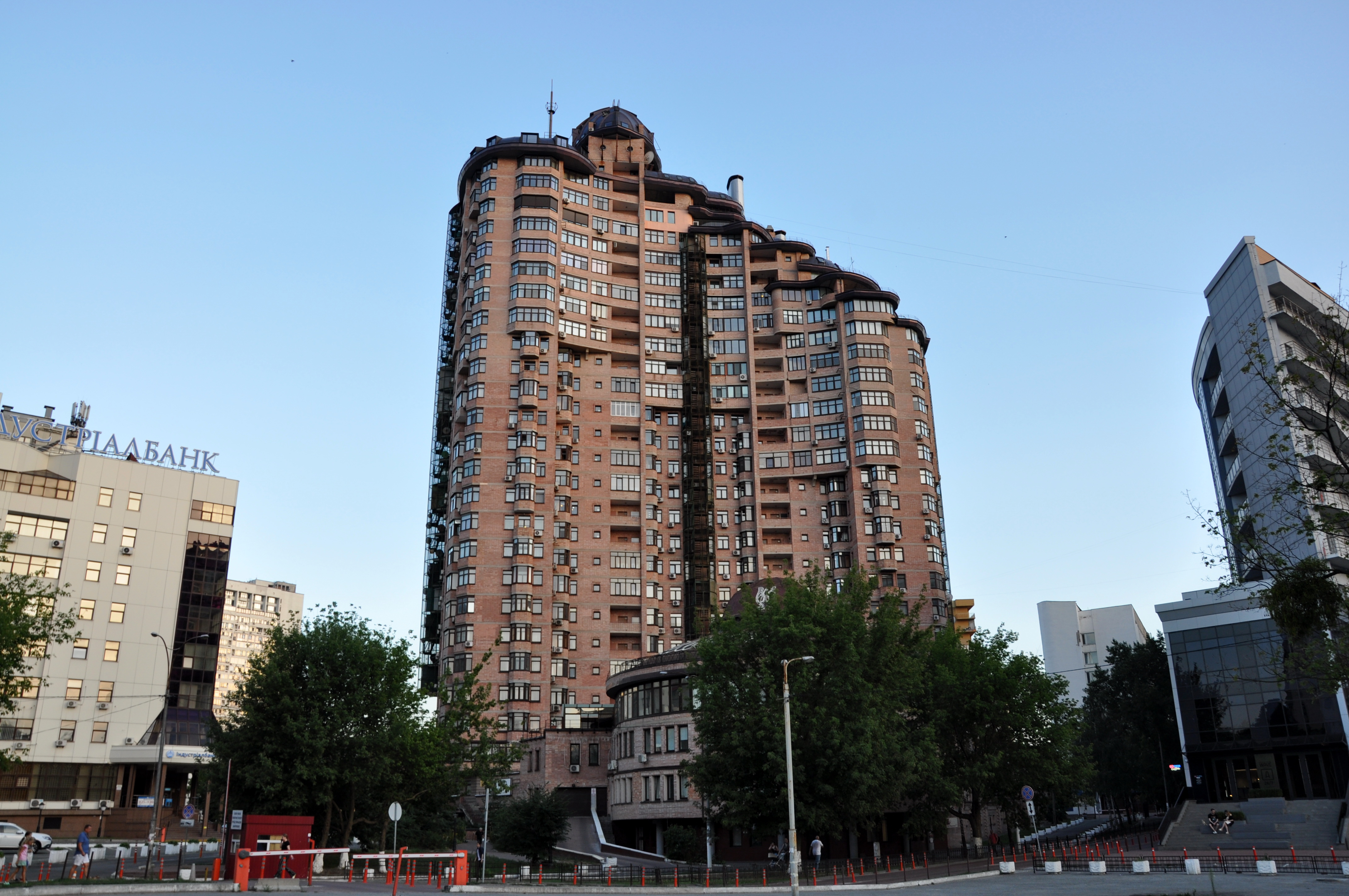
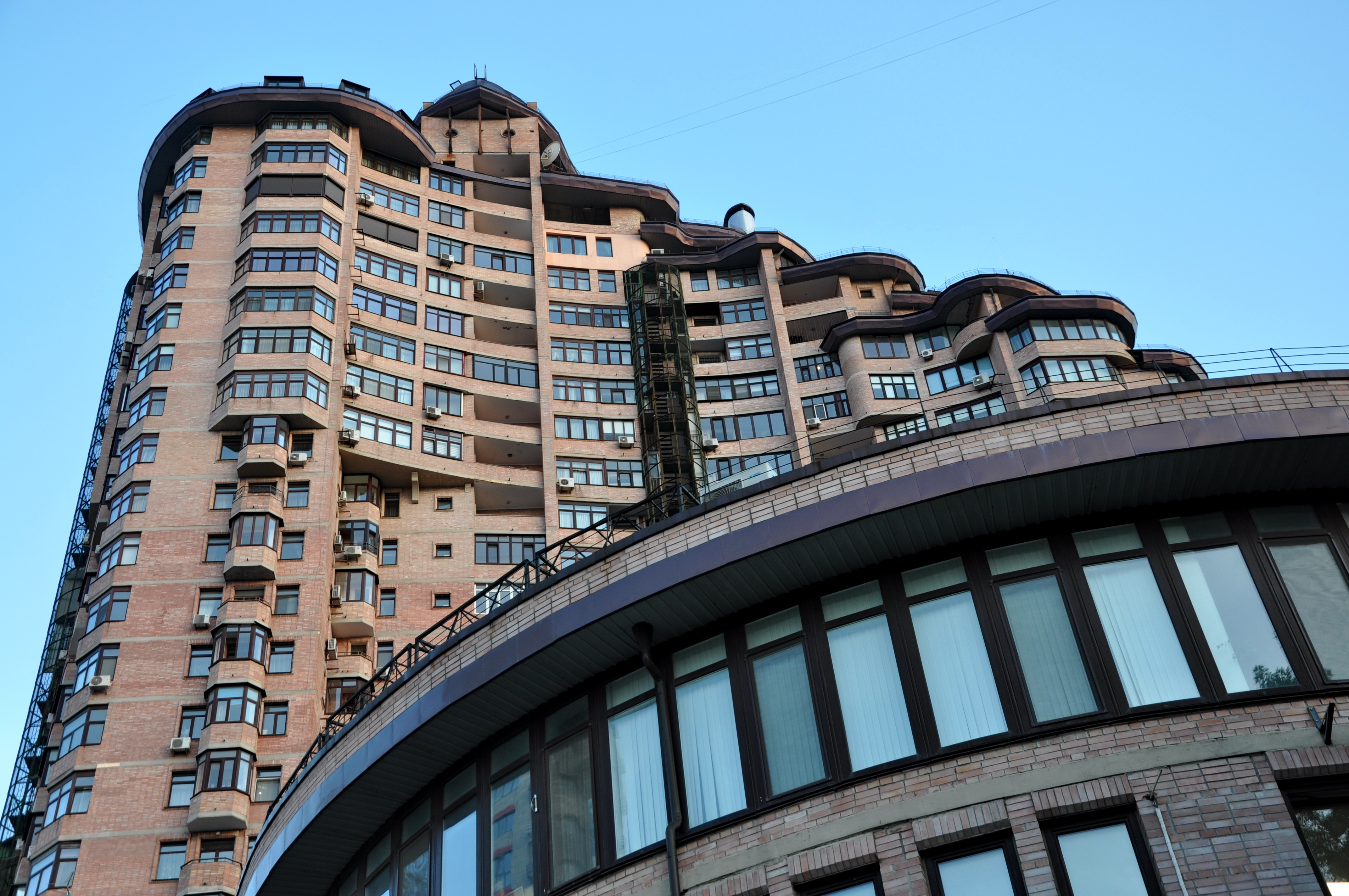
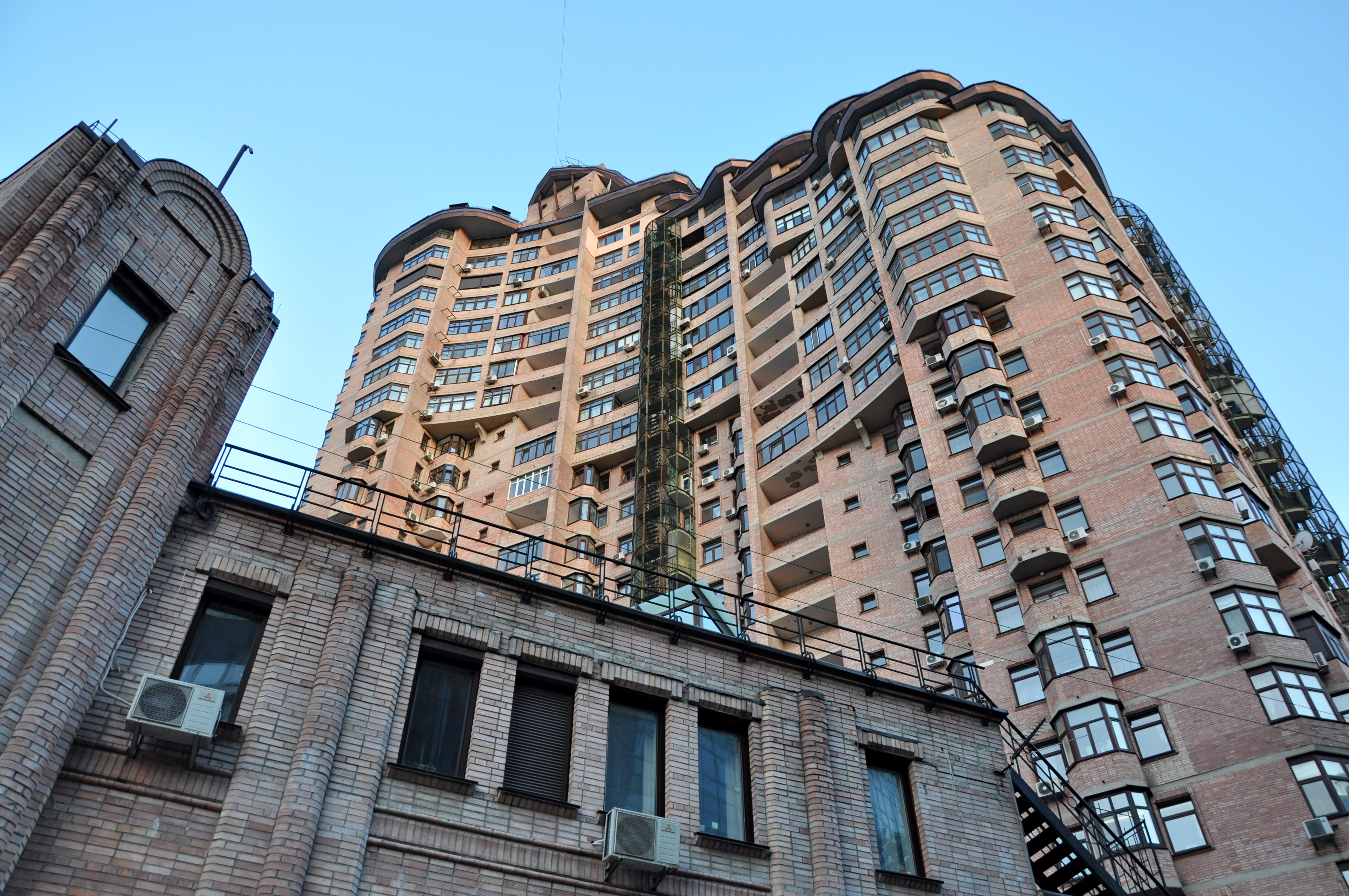
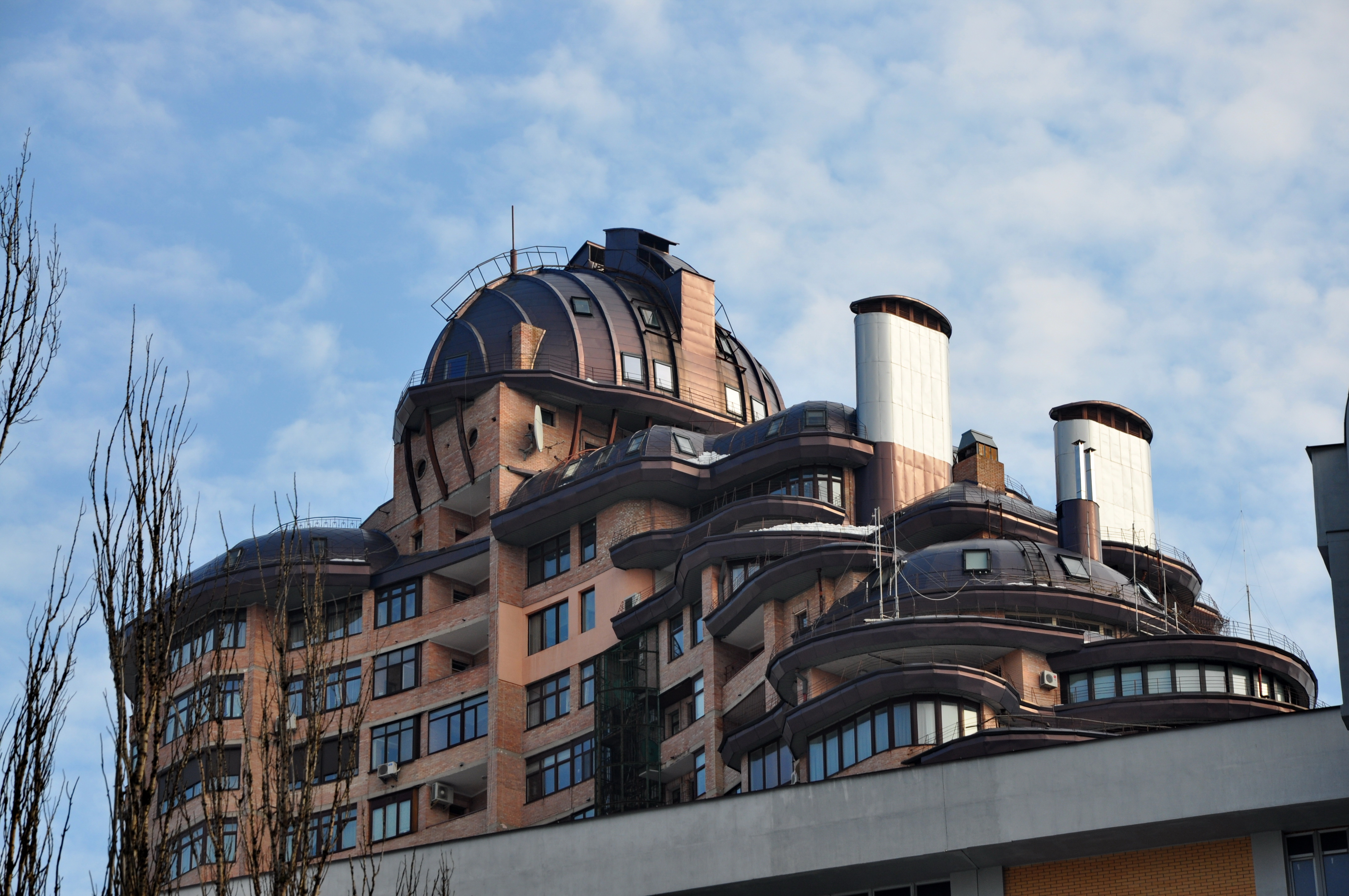
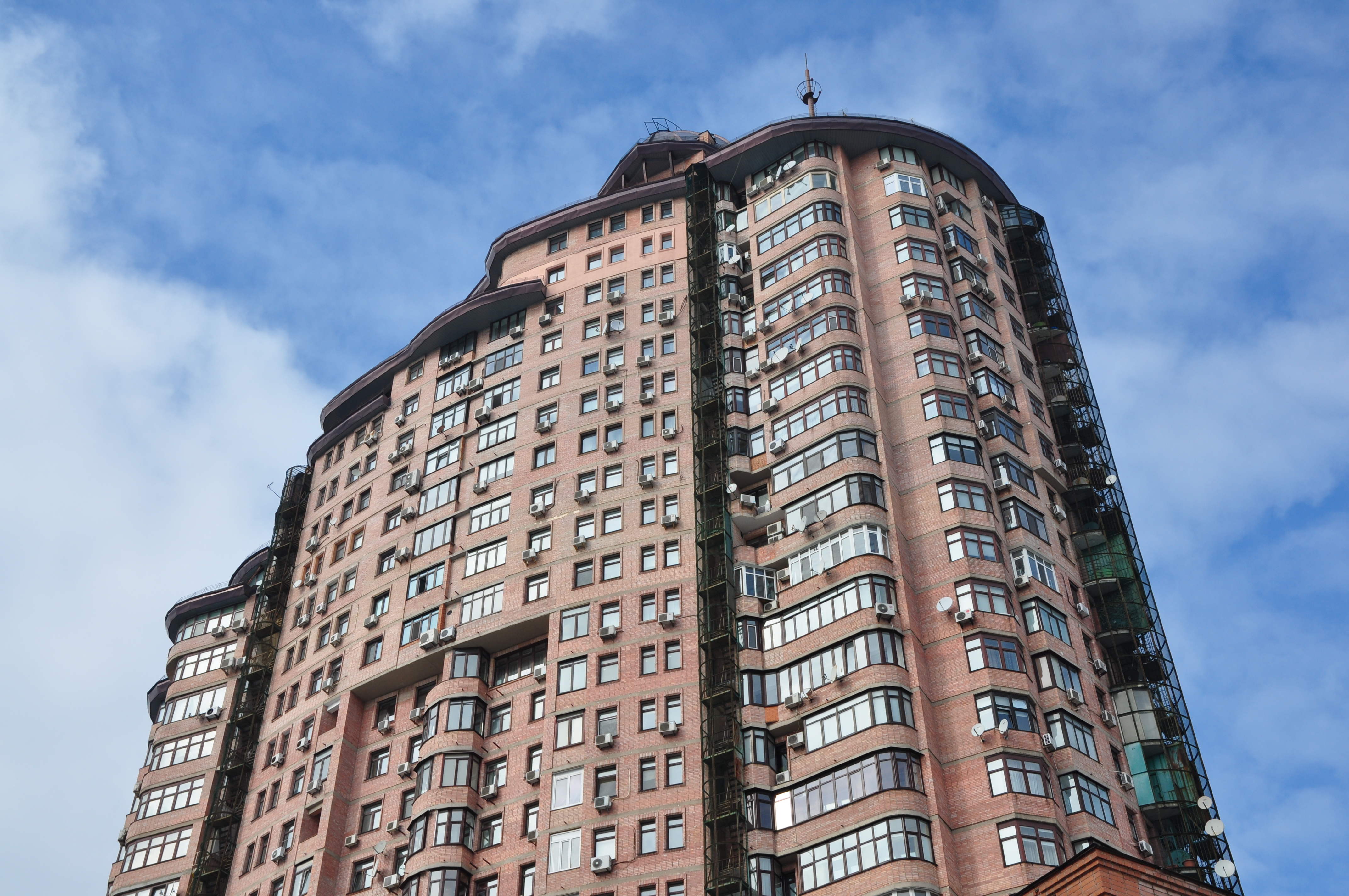
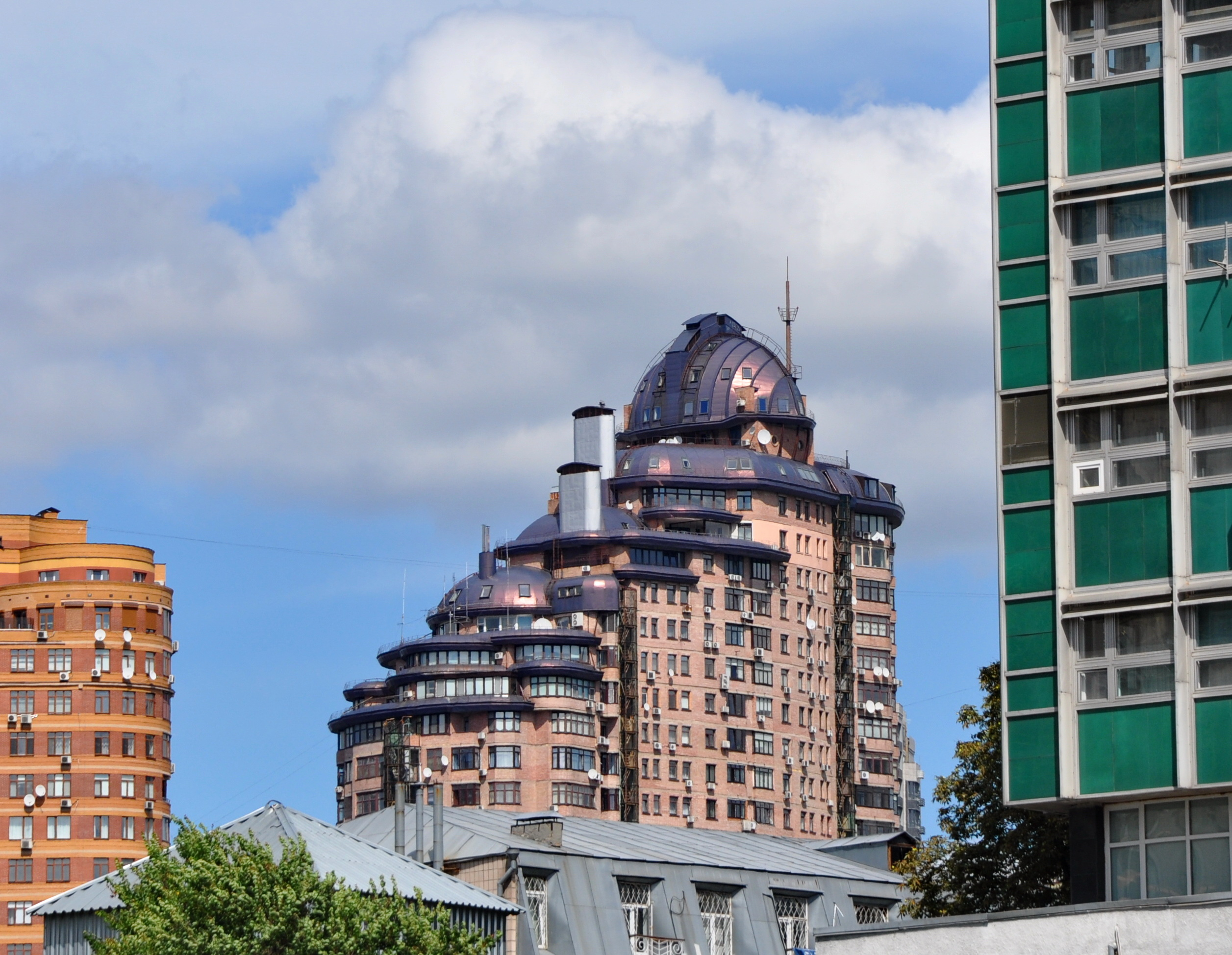
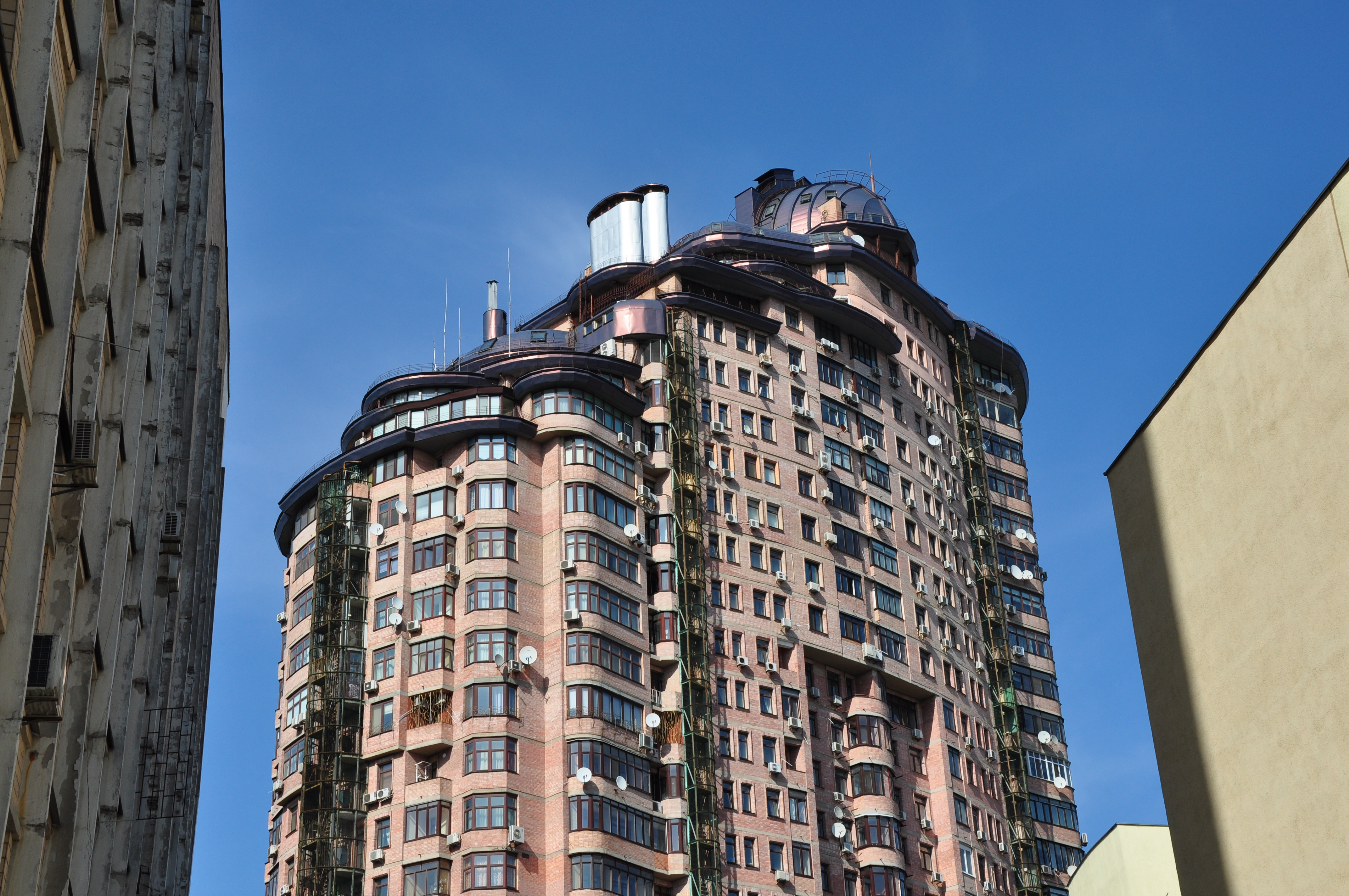
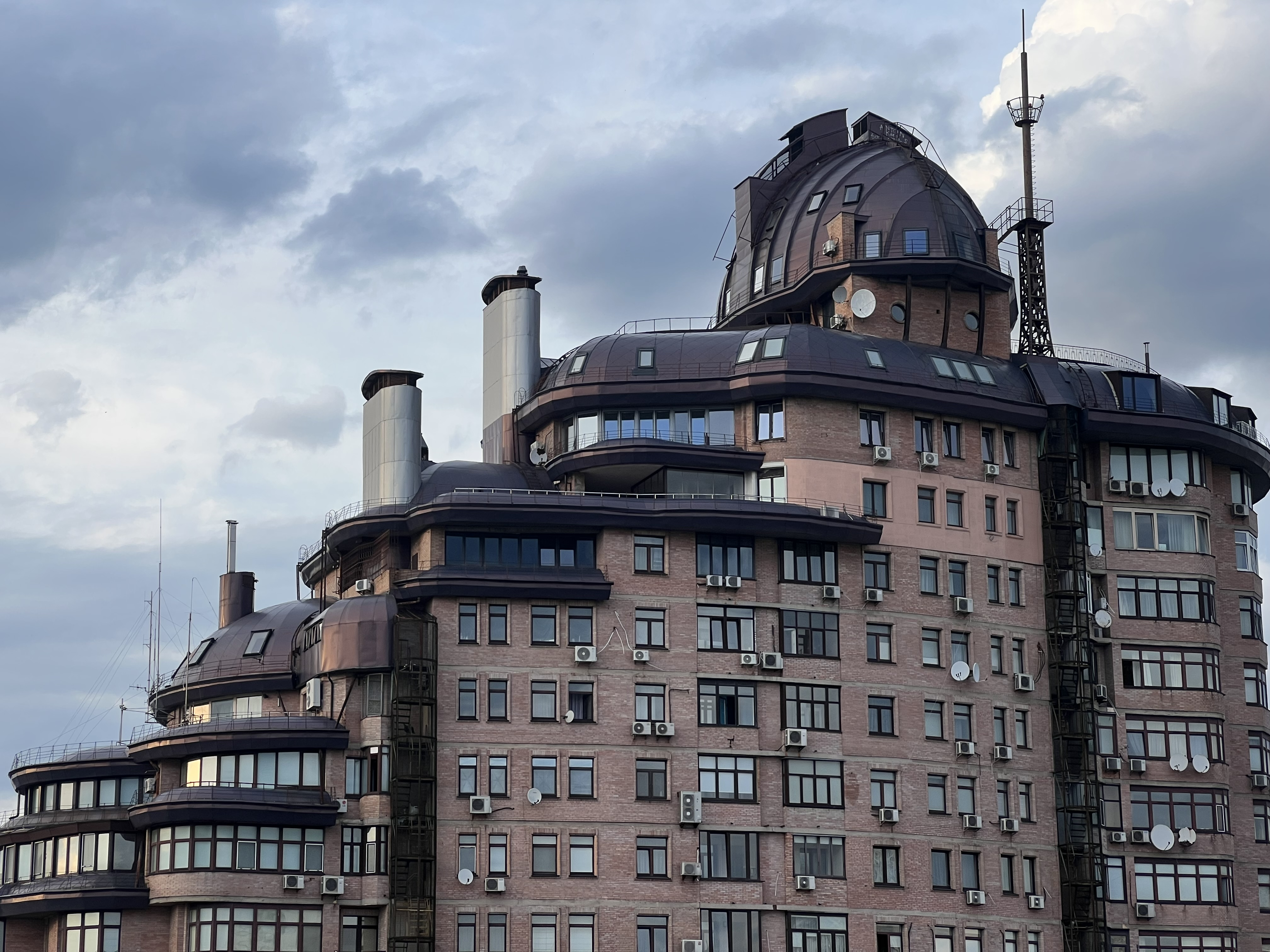
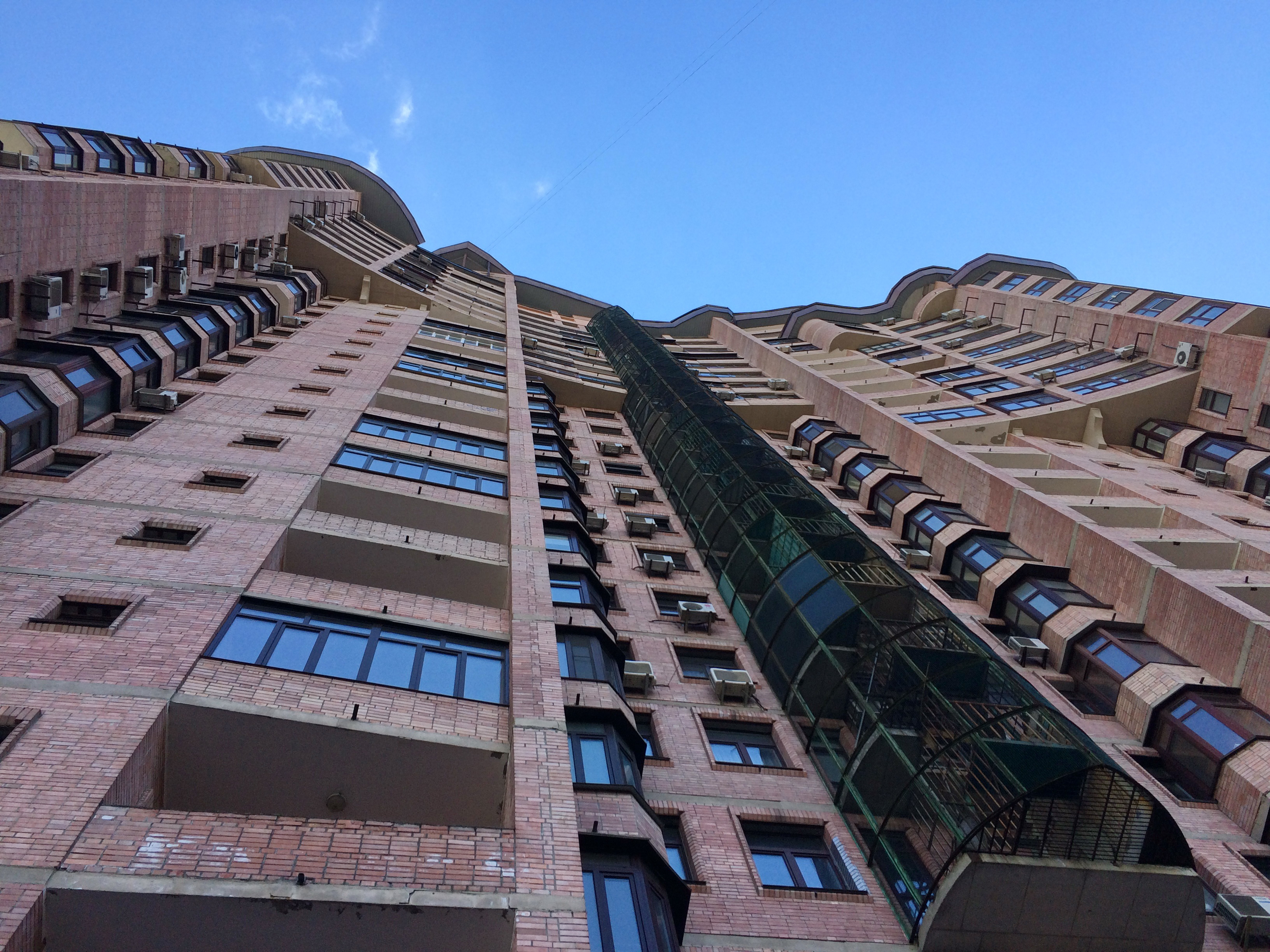
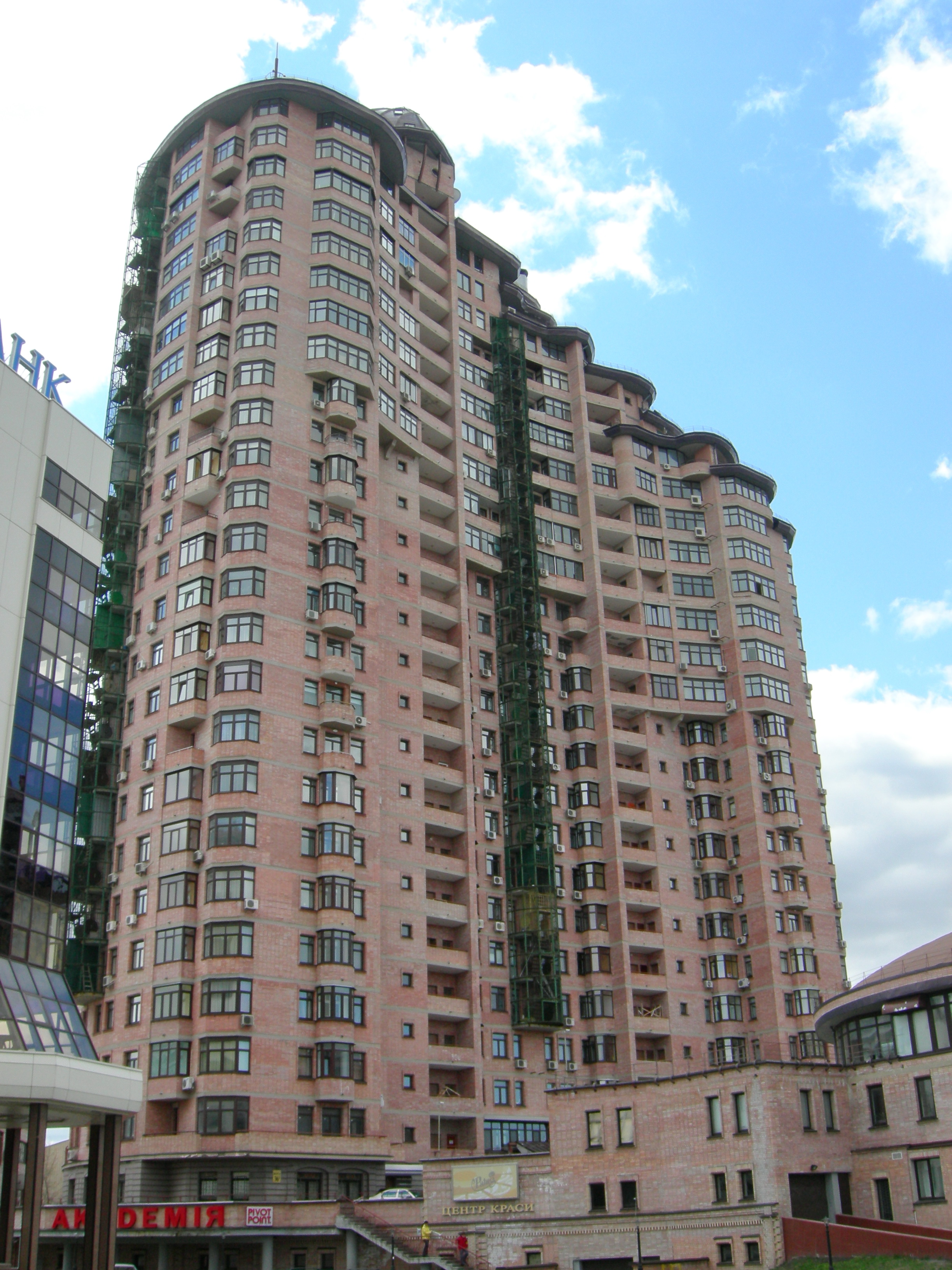